# Wieck a. Darß
Wieck auf dem Darß est une commune de l'arrondissement de Poméranie-Occidentale-Rügen, Land de Mecklembourg-Poméranie-Occidentale.

## Géographie
La commune se situe sur la presqu'île du Fischland, entre Born et Prerow, le long de la baie de Bodstedter Bodden (de). Le nom de la commune vient du bas allemand "Wik" signifiait "baie".

## Histoire
Après des siècles d'appartenance au duché de Poméranie, le village fait partie après la guerre de Trente Ans de la Poméranie suédoise. Entre 1715 et 1720, elle se situe jusqu'à la fin de la grande guerre du Nord au royaume du Danemark.
De janvier à février 1941, se trouvait un camp de concentration annexe de celui de Neuengamme.